# 24 uur van Le Mans Moto
De 24 Uur van Le Mans Moto (24 Heures Moto) is een uithoudingsrace voor motorfietsen, die sinds 1978 wordt georganiseerd op het Bugatti Circuit Le Mans, Sarthe, Frankrijk. De race wordt georganiseerd door de Automobile Club de l'Ouest (ACO) en is onderdeel van het FIM Wereldkampioenschap Endurance.

## Geschiedenis
Toen de Bol d'Or werd verplaatst van het Bugatti Circuit naar het Circuit Paul Ricard in 1977, werd door de ACO de 24 Heures Moto opgericht. De race is inmiddels een van de klassieke duurzaamheidsritten, samen met de 24 uur van Luik de 8 uur van Suzuka en de Bol d'Or.
Eind 2001 trokken de drie grote klassiekers (Le Mans, Luik en de Bol d'Or) zich terug uit het wereldkampioenschap Endurance om de Master of Endurance op te richten, maar Le Mans keerde in 2006 terug bij de FIM WK.

## Winnaars
| Jaar | Coureurs              | Coureurs              | Coureurs              | Merk      |
| Jaar | Coureur 1             | Coureur 2             | Coureur 3             | Merk      |
| ---- | --------------------- | --------------------- | --------------------- | --------- |
| 1978 | Jean-Claude Chemarin  | Christian Léon        |                       | Honda     |
| 1979 | Jean-Claude Chemarin  | Christian Léon        |                       | Honda     |
| 1980 | Marc Fontan           | Hervé Moineau         |                       | Honda     |
| 1981 | Jean-Claude Chemarin  | Christian Huguet      |                       | Kawasaki  |
| 1982 | Pierre-Étienne Samin  | Dominique Pernet      |                       | Suzuki    |
| 1983 | Gérard Coudray        | Jacques Cornu         | Sergio Pellandini     | Kawasaki  |
| 1984 | Dirk Brand            | Henk van der Mark     |                       | Suzuki    |
| 1985 | Bernard Millet        | Guy Bertin            | Philippe Guichon      | Suzuki    |
| 1986 | Alex Vieira           | Gérard Coudray        | Patrick Igoa          | Honda     |
| 1987 | Alex Vieira           | Jean-Michel Mattioli  | Jean-Louis Battistini | Honda     |
| 1988 | Alex Vieira           | Jean-Michel Mattioli  | Christophe Bouheben   | Honda     |
| 1989 | Alex Vieira           | Jean-Michel Mattioli  | Roger Burnett         | Honda     |
| 1990 | Alex Vieira           | Jean-Michel Mattioli  | Stéphane Mertens      | Honda     |
| 1991 | Philippe Monneret     | Bruno Bonhuil         | Rachel Nicotte        | Yamaha    |
| 1992 | Terry Rymer           | Carl Fogarty          | Michel Simul          | Kawasaki  |
| 1993 | Adrien Morillas       | Brian Morrison        | Wilfried Veille       | Kawasaki  |
| 1994 | Adrien Morillas       | Jean-Louis Battistini | Terry Rymer           | Kawasaki  |
| 1995 | Alex Vieira           | Rachel Nicotte        | Brian Morrison        | Honda     |
| 1996 | Jehan d'Orgeix        | Piergiorgio Bontempi  | Brian Morrison        | Kawasaki  |
| 1997 | Doug Polen            | Juan-Éric Gomez       | Peter Goddard         | Suzuki    |
| 1998 | Bertrand Sébileau     | Thierry Paillot       | Igor Jerman           | Kawasaki  |
| 1999 | Bertrand Sébileau     | Steve Hislop          | Chris Walker          | Kawasaki  |
| 2000 | Sébastien Charpentier | William Costes        | Sébastien Gimbert     | Honda     |
| 2001 | Christophe Guyot      | Sébastien Scarnato    | Nicolas Dussauge      | Suzuki    |
| 2002 | Jean-Michel Bayle     | Sébastien Gimbert     | Nicolas Dussauge      | Suzuki    |
| 2003 | Brian Morrison        | Philippe Dobé         | Vincent Philippe      | Suzuki    |
| 2004 | Stéphane Chambon      | Keiichi Kitagawa      | Warwick Nowland       | Suzuki    |
| 2005 | David Checa           | William Costes        | Sébastien Gimbert     | Yamaha    |
| 2006 | Olivier Four          | Frédéric Protat       | Daniel Ribalta-Bosch  | Honda     |
| 2007 | William Costes        | Guillaume Dietrich    | Max Neukirchner       | Suzuki    |
| 2008 | William Costes        | Guillaume Dietrich    | Barry Veneman         | Suzuki    |
| 2009 | Gwen Giabbani         | Steve Martin          | Igor Jerman           | Yamaha    |
| 2010 | Julien Da Costa       | Olivier Four          | Grégory Leblanc       | Kawasaki  |
| 2011 | Julien Da Costa       | Olivier Four          | Grégory Leblanc       | Kawasaki  |
| 2012 | Julien Da Costa       | Freddy Foray          | Grégory Leblanc       | Kawasaki  |
| 2013 | Grégory Leblanc       | Fabien Foret          | Nicolas Salchaud      | Kawasaki  |
| 2014 | Vincent Philippe      | Anthony Delhalle      | Erwan Nigon           | Suzuki    |
| 2015 | Vincent Philippe      | Anthony Delhalle      | Étienne Masson        | Suzuki    |
| 2016 | Grégory Leblanc       | Matthieu Lagrive      | Fabien Foret          | Kawasaki  |
| 2017 | Mike Di Meglio        | David Checa           | Niccolò Canepa        | Yamaha    |
| 2018 | Joshua Hook           | Freddy Foray          | Alan Techer           | Honda CBR |
| 2019 | Jérémy Guarnoni       | David Checa           | Erwan Nigon           | Kawasaki  |
| 2020 | Joshua Hook           | Freddy Foray          | Mike Di Meglio        | Honda CBR |
| 2021 | Gregg Black           | Xavier Siméon         | Sylvain Guintoli      | Suzuki    |
| 2022 | Gregg Black           | Xavier Siméon         | Sylvain Guintoli      | Suzuki    |
| 2023 | Joshua Hook           | Mike Di Meglio        | Alan Techer           | Honda CBR |
| 2024 | Gregg Black           | Etienne Masson        | Dan Linfoot           | Suzuki    |
| 2025 | Marvin Fritz          | Karel Hanika          | Jason O'Halloran      | Yamaha    |